# سولومون هيل
سولومون هيل (بالإنجليزية: Solomon Hill)‏ مواليد 18 مارس 1991، هو لاعب كرة سلة أمريكي يلعب مع فريق إنديانا بايسرز في الرابطة الوطنية لكرة السلة ويحمل الرقم 44. يبلغ طوله 6 قدم 7 بوصة (2.0 م).

## فرق لعب لها
- إنديانا بايسرز

## روابط خارجية
- سولومون هيل على موقع إن بي أي (الإنجليزية)
- سولومون هيل على موقع سبورتس رفرنس (الإنجليزية)
- سولومون هيل على موقع كرة السلة الأوروبية.كوم (الإنجليزية)
- سولومون هيل على موقع إي إس بي إن.كوم (الإنجليزية)
- سولومون هيل على موقع كلية كرة السلة في سبورتس رفرنس.كوم (الإنجليزية)
- سولومون هيل على موقع ريلجم (الإنجليزية)
- سولومون هيل على موقع بروبوليرز (الإنجليزية)
- سولومون هيل على موقع سبورتس رفرنس (الإنجليزية)